# Rüdenschwinden

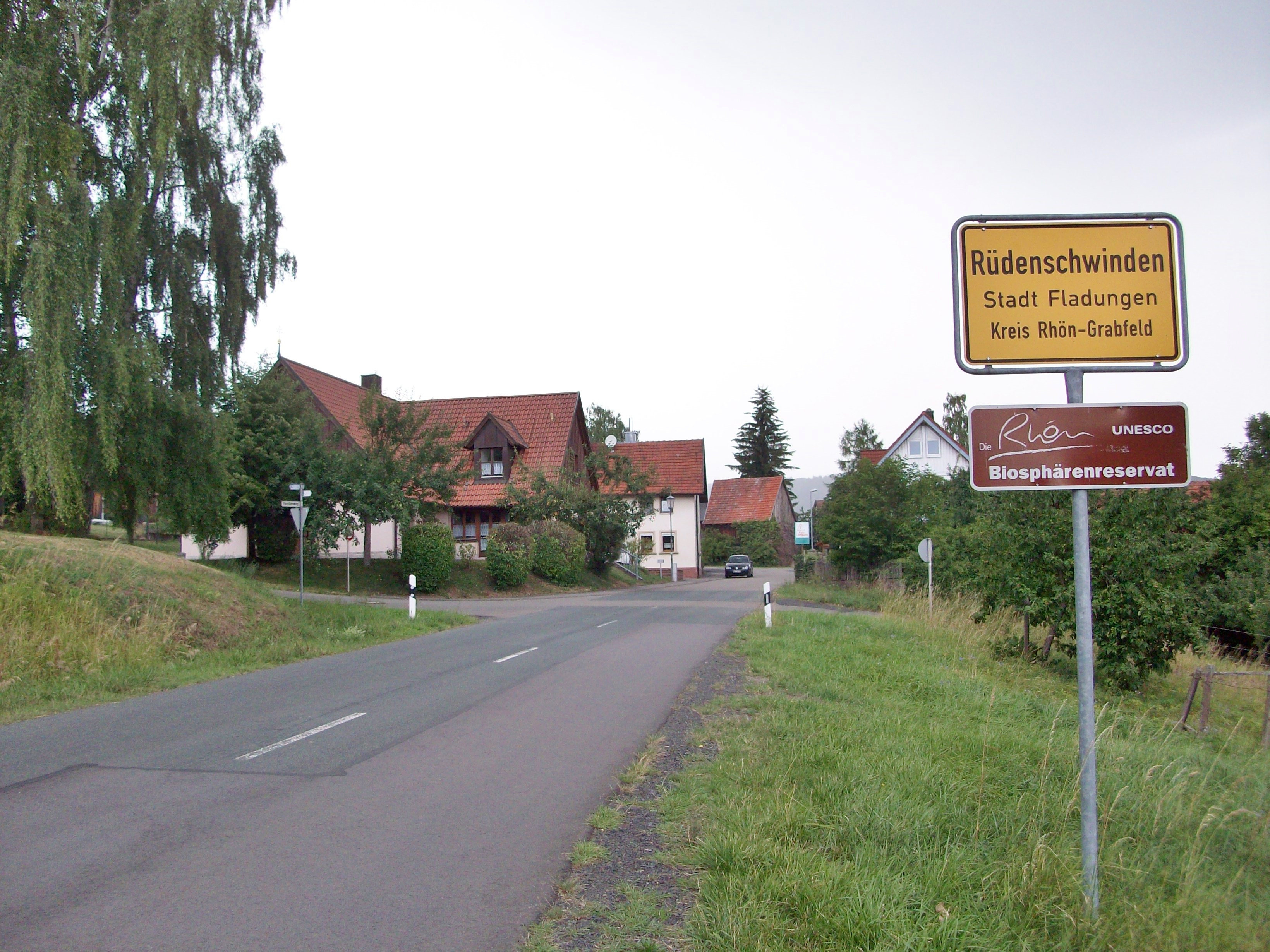
Ortseingang aus Richtung Hausen

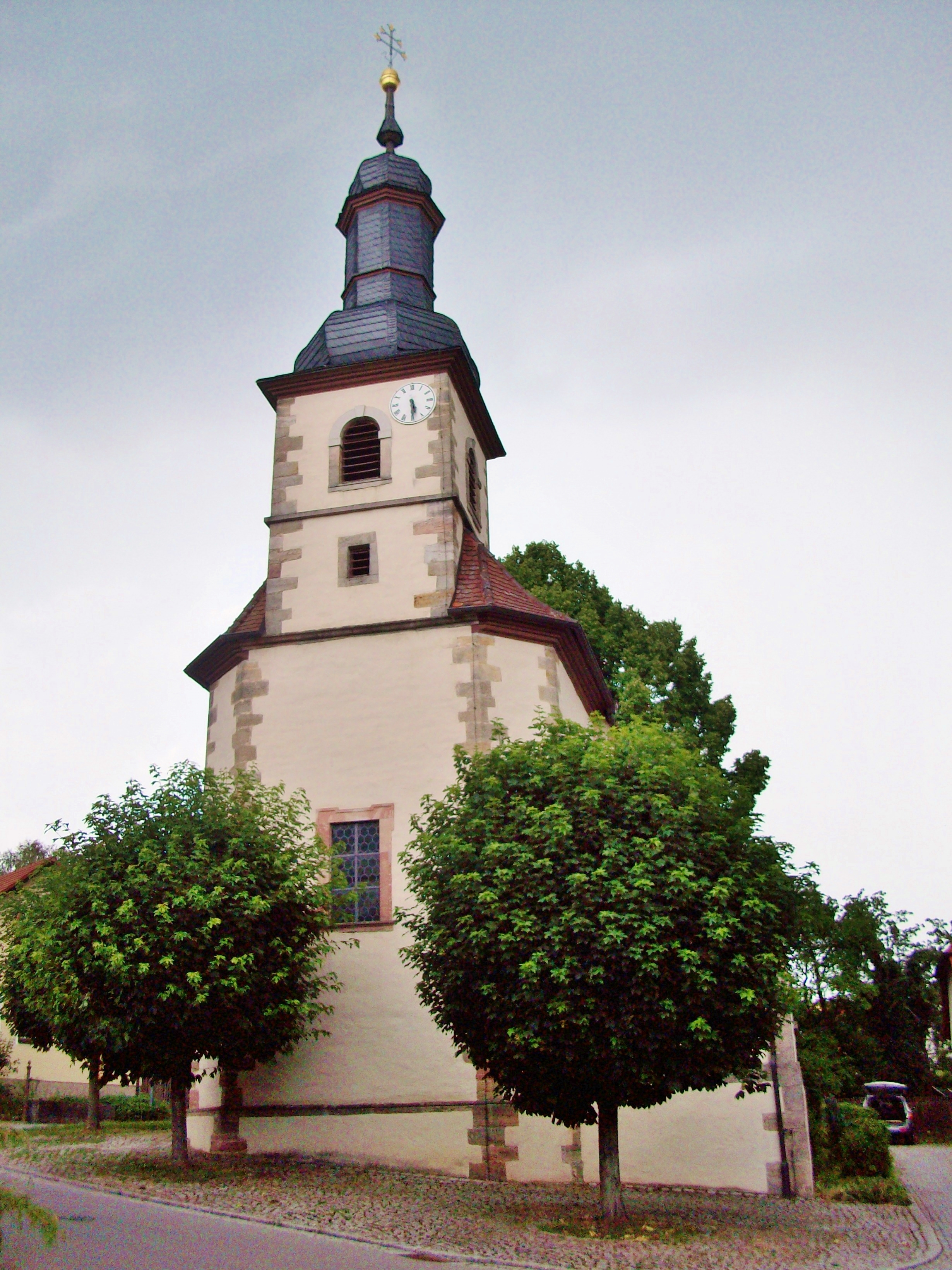
Die Katholische Pfarrkirche

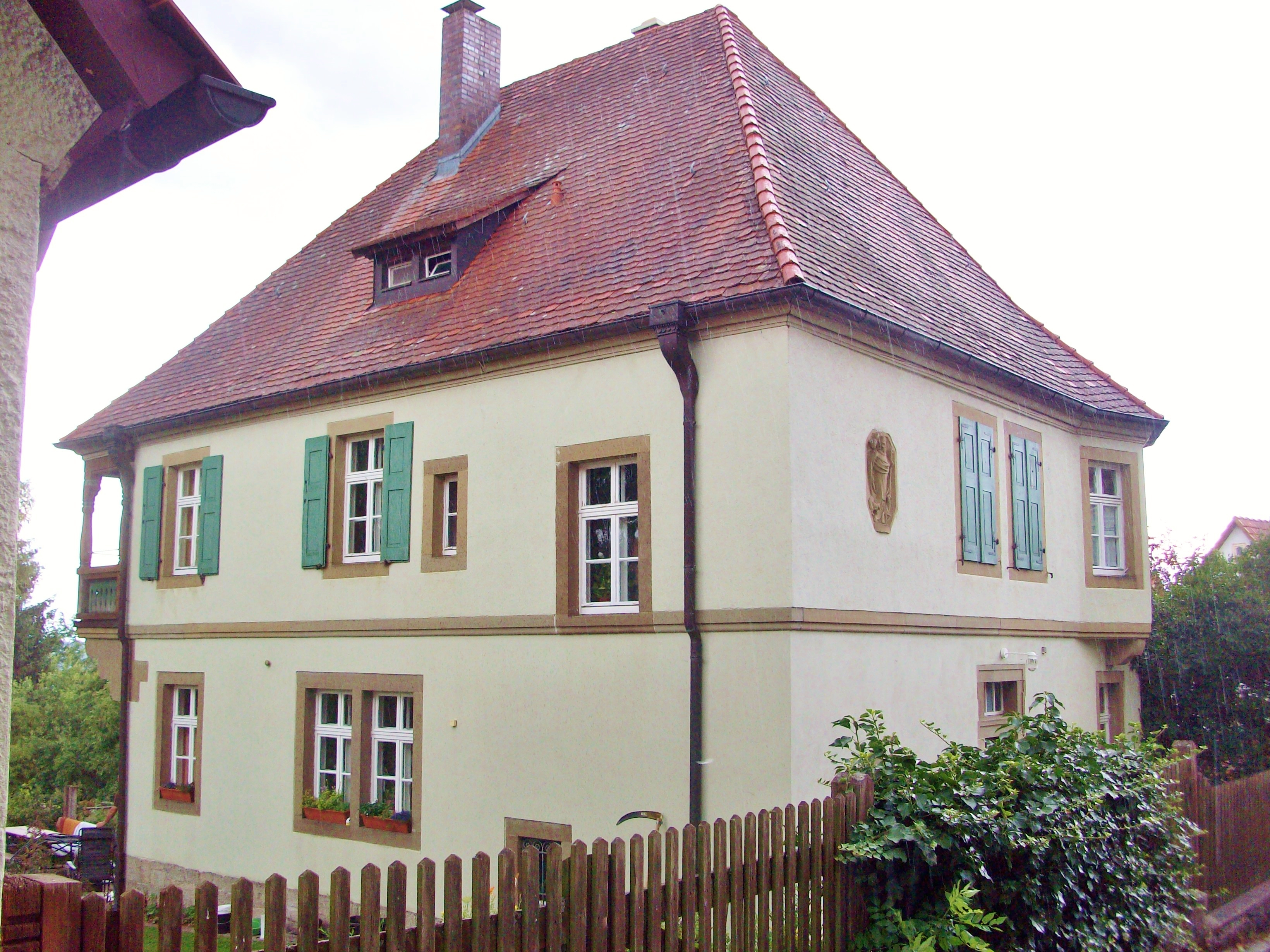
Pfarrhaus

Rüdenschwinden ist ein Gemeindeteil der Stadt Fladungen im unterfränkischen Landkreis Rhön-Grabfeld in Bayern. Die Gemarkung Rüdenschwinden hat eine Fläche von 3,374 km². Sie ist in 783 Flurstücke aufgeteilt, die eine durchschnittliche Flurstücksfläche von 4308,99 m² haben.

## Geografische Lage
Das Pfarrdorf liegt ungefähr 2 km westlich von Fladungen unweit der bayerisch-thüringischen Landesgrenze und ist über die Kreisstraße NES 27 und die Staatsstraße 2288 mit dem Hauptort verbunden. Ungefähr 1,5 km südwestlich befindet sich die Gemeinde Hausen.
Der Ort liegt am südwestlichen Hang der Hochrhön und ist Teil des Naturparks Bayerische Rhön und des Biosphärenreservats Rhön.

## Geschichte
Der Ort wurde 907 als „Rudolswinden“ erstmals urkundlich erwähnt; er war Eigentum des Abtes von Fulda. Nach einer Sage hatten durchziehende Zigeuner ein Rad ihres Wagens verloren und sich danach am heutigen Ort angesiedelt.
Der Name bezieht sich wahrscheinlich her auf eine Rodung eines Rudolf durch Schwenden. Der Ort gehörte später zum Amt Fladungen.
Die katholische Pfarrkirche wurde 1781 gebaut und 1926 erweitert. Bei der Erweiterung wurde sie mit Bildern des Rhönmalers Anton Rausch ausgestattet. In der Nähe von Rüdenschwinden lag der Pfeusthof. An seiner Stelle befindet sich heute ein Autorastplatz mit einem guten Ausblick über das Streutal.
Am 1. April 1973 wurde Rüdenschwinden im Zuge der Gebietsreform in Bayern in die Stadt Fladungen eingemeindet.

## Baudenkmäler
- Das örtliche Gasthaus ist ein traufständiger Fachwerkbau aus dem 17./19. Jahrhundert.
- Die katholische Pfarrkirche St. Wendelin ist ein Saalbau (1781) mit Westturm (nachgotischem Turmuntergeschoss und barocker Haube).
- Das Pfarrhaus als zweigeschossiger Walmdachbau mit polygonalem Erker und Laube im Stil des reduzierten Historismus ist ein Baudenkmal, eingemauert ist ein Relief des Guten Hirten.

## Vereine und öffentliche Einrichtungen
Es gibt zwei Vereine: die Freiwillige Feuerwehr und die katholische Kirchenstiftung. An öffentlichen Einrichtungen gibt es das Jugendheim, das Feuerwehrhaus und das Gemeindeback- und Schlachthaus.